# سفارة الولايات المتحدة في العراق
سفارة الولايات المتحدة الأمريكية في بغداد، هي البعثة الدبلوماسية للولايات المتحدة الأمريكية في جمهورية العراق. تشغل السفيرة ألينا رومانوفسكي حاليًا منصب رئيس البعثة.
تبلغ مساحة السفارة 104 فدانًا (42 هكتارًا) وهي أكبر سفارة في العالم وهي بحجم مدينة الفاتيكان تقريبًا. يبلغ حجم مجمع السفارة حوالي خمسة أضعاف حجم سفارة الولايات المتحدة في يريفان (ثاني أكبر بعثة دبلوماسية أمريكية في الخارج) وأكثر من عشرة أضعاف حجم سفارة الولايات المتحدة في بكين (ثالث أكبر بعثة دبلوماسية أمريكية في الخارج).
افتتحت السفارة في يناير 2009 بعد سلسلة من التأخير في أعمال البناء. وقد حلت محل السفارة السابقة، التي افتتحت في 1 يوليو/تموز 2004 في المنطقة الخضراء ببغداد في قصر سابق لصدام حسين. بلغت كلفة بناء مجمع السفارة 750 مليون دولار أمريكي ووصل عدد الموظفين فيه في الذروة إلى 16000 موظف ومقاول في عام 2012. شرعت الولايات المتحدة بعد ذلك في إجراء تخفيض كبير في عدد الموظفين مما أدى إلى خفض إجمالي عدد الموظفين إلى 11500 في يناير 2013 وإلى 5500 بحلول عام 2014. تم تخفيض إجمالي عدد الموظفين إلى 486 بحلول أواخر عام 2019 وإلى 349 بحلول منتصف عام 2020.
في 31 ديسمبر 2019، تعرضت السفارة لهجوم من قبل أنصار ميليشيا قوات الحشد الشعبي ردًا على الغارات الجوية التي شنتها القوات الجوية الأمريكية في العراق وسوريا يوم الأحد السابق. كما تعرضت السفارة لهجمات متكررة من قبل الميليشيات الشيعية العراقية المتحالفة مع إيران وفيلق الحرس الثوري الإيراني بعد أمر الرئيس الأمريكي السابق دونالد ترامب باغتيال قاسم سليماني وأبو مهدي المهندس في مطار بغداد في 3 يناير 2020.

## تاريخ

### 1930- 1967
أقامت الولايات المتحدة علاقات دبلوماسية مع العراق في عام 1930 وافتتحت في البداية مفوضية لها في بغداد. تمت ترقية المفوضية إلى سفارة في عام 1946. صمم جوزيب لويس سيرت [الإنجليزية] المبنى الجديد في عام 1955 واكتمل في عام 1957.

## المساحة
هي أكبر سفارة بنيت في العالم من حيث المساحة والتكلفة المادية، فهي تفوق مساحة الفاتيكان، ومجالها أكبر 6 مرات من مساحة مقر الأمم المتحدة في نيويورك، وأكبر 2/3 حجما من منتزه ناشونال مول بالعاصمة الأمريكية واشنطن، وهي أكبر 10 مرات على الأقل من أي سفارة أمريكية أخرى في العالم.[بحاجة لمصدر]

## المحتوى
تقع السفارة على مساحة 0,44 كم²(كدولة الفاتيكان) ، وتحتوي على 21 عمارة بالإضافة إلى مجموعة من المطاعم والمتاجر والمدارس وقاعة السينما ومحطة الإطفاء وأنظمة إنتاج الكهرباء ومعالجة النفايات، كما تحتوي على وسائل اتصالات متطورة ونظام لإدارة مياه الصرف الصحي.